# Тух Манук
Тух Манук (арм. Թուխ մանուկ — «Опалённый, смуглый отрок») — один из видов армянских народных святилищ. Имеют дохристианское языческое происхождение. Связаны с одним из персонажей армянской мифологии, вероятнее всего, с дицом огня и войны Ваагном; в языческих армянских гимнах, Ваагн описывался, как опалённых отрок, с пламенеющей бородкой. В настоящее время Тух Манук также являются частью традиций Армянской апостольской церкви.
Согласно источникам XIX века, святилища Тух Манук были широко распространены на территории исторической Армении. В некоторых поселениях существовало несколько таких святилищ.
По своему виду святилища Тух Манук могут сильно отличаться друг от друга: это может быть церковь, часовня, домик с покатой крышей, груда камней, хачкар, скала с крестом, дольмен, менгир, небольшое кладбище и т. п. Отличительных признаков, кроме названия «Тух Манук» данные святилища не имеют. Святилища могут располагаться на вершинах холмов, около источников, на кладбищах, у дорог, либо просто вне населённых пунктов. Они являются объектами паломничества: некоторые святилища посещают во время христианских праздников, другие — в свои определённые дни. Паломники верят, что посещение святилища может вылечить болезнь. Зачастую рядом со святилищем растут деревья, которые считаются священными. На их ветви паломники завязывают лоскутки материи — считается, что так они оставляют там свои болезни. Родники около святилищ также считаются священными, а их вода — целебной.
Несмотря на наличие церквей Тух Манук, такого святого не существовало в христианстве. Легенды о Тух Мануке сильно отличаются. Этот персонаж может описываться как ребёнок, отрок, юноша, бородатый мужчина средних лет, или же как старик. В некоторых легендах Тух Манук - это маленький Иисус Христос. Считается, что Тух Манук может помочь, защитить, предупредить об опасности или дать совет.